# La magia
«La magia» es una canción grabada por la banda mexicana de indie rock Little Jesus. Se lanzó el 12 de julio de 2016 como el segundo sencillo de su segundo álbum de estudio Río salvaje.
Fue escrita por el vocalista del grupo, Santiago Casillas, quien también se encargo de la producción junto al colombiano Mateo Lewis. Logró posicionarse en el número 9 en las listas de la radio del Top 100 Alternative Songs en Perú. Convirtiéndose en uno de los mayores éxitos comerciales para la banda, además alcanzó más de 90 millones de reproducciones en Spotify siendo la canción más escuchada en dicha plataforma.
La magia aborda de manera reflexiva la monotonía de la vida cotidiana y la búsqueda de significado en medio de la rutina. La letra sugiere una crítica hacia la monotonía laboral, describiendo cómo el trabajo puede volverse opresivo (Este trabajo te va a matar). Además, plantea la idea de que, pese a los esfuerzos por avanzar (Corriendo a toda velocidad), a menudo se termina sin lograr un cambio real.

## Video musical
Un vídeo musical oficial fue lanzado para «La magia», publicado el 12 de julio de 2016 en la plataforma digital YouTube. Fue dirigido y producido por Fuerzas Básicas. Ha recibido más de 40 millones reproducciones desde su publicación. El videoclip es protagonizado por Nicolasa Ortiz Monasterio y Dylan Doehner.

## Lista de canciones

### Descarga digital
| La magia — Sencillo |            |          |  |
| N.º                 | Título     | Duración |  |
| 1.                  | «La magia» | 4:05     |  |

## Listas

### Semanales
| País | Lista                             | Mejor posición | Ref.  |
| ---- | --------------------------------- | -------------- | ----- |
| Perú | Top 100 Alternative Songs (Radio) | 9              | [ 3 ] |